# Pave Urban 3.
Pave Urban 3. - født som Uberto Crivelli omkring 1120 i Cuggiono, død 20. oktober 1187 i Ferrara), var pave fra den 25. november 1185 under mottoet: Sus in cribro (= Gris i en si). Familienavnet Crivelli kommer af det italienske ord crivello (= si); og familievåbenet viste en si og to grise.
I Rigsarkivet findes Urbans brev på pergament, dateret 21. oktober 1186 til biskop Absalon, hvor han omtaler Vanløse (som Huanlose).

## Kirke i Rom
I 1182 blev Urban udnævnt til kardinal i Kardinalskollegiet, og fik tildelt den titulære kirke San Lorenzo in Damaso. I 1186 offentliggjorde han en pavelig bulle med en liste over nabolagets sognekirker, der skulle regne som mindreværdige i forhold til hans basilika. Der var ikke mindre end 63 kirker i bydelen - et levende bevis på det enorme kirkebyggeri, man fandt plads til i 800- og 900-tallets tætbebyggede Rom. Mange af de kirker findes stadig, men nævnes for første gang i Urban 3.s liste.

## Pave
I 1185 blev Urban udnævnt til ærkebiskop af sin hjemby Milano. 25. november samme år døde pave Lucius 3. i Verona, og ærkebiskop Urban blev valgt til at efterfølge ham som pave den selvsamme dag; han blev kronet 1. december. Det hastværk skyldtes sandsynligvis frygt for indblanding fra den tyske kejser. På grund af uroligheder i Rom blev Urban boende i Verona. Hans tid som pave var præget af striden med Frederik Barbarossa, hvor de tyske biskopper stillede sig på kejserens side.
Som medlem af en adelig familie fra Milano var Urban - som de fleste af lombardere - i opposition til kejser Frederik Barbarossa. Dertil arvede han fra sin forgænger fejden med Frederik Barbarossa, der var yderligere forbitret af personligt fjendskab; for under plyndringen af Milano i 1162 var kejseren skyld i, at en række af pavens slægtninge var blevet proskriberet (erklæret fredløse og mistede al ejendom) eller lemlæstet.
Barbarossas søn Henrik 6. giftede sig 27. januar 1186 med dronning Constance af Sicilien, datter af den afdøde kong Roger 2. af Sicilien - ovenikøbet i Sankt Ambrosius-katedralen i Urbans hjemby Milano. Urban var rasende over det ægteskab, som han anså som et forsøg på at omringe hans pavedømme med en Hohenstaufer-dominans i både det nordlige og sydlige Italien. Vielsen blev forrettet af patriarken af Aquileia, der ovenikøbet kronede Henrik 6. til konge af Italien, hvad Urban opfattede som en tilsigtet fornærmelse mod sin overhøjhed. Han ekskommuniserede derfor patriarken. Parret blev dog kronet til kejser og kejserinde af den senere pave Celestin 3.
Pave Urban gjorde sig store anstrengelser for at mægle mellem England og Frankrig. 23. juni 1187 lykkedes hans udsendinge - ved at true med ekskommunikation - i at forhindre et sammenstød mellem to arméer ved Châteauroux, og fik sikret omkring to års våbenhvile. Urbans breve viser hans iver efter at få stiftet fred i det hellige land og mellem de rivaliserende kristne potentater i Syrien.
Han døde i Ferrara, angiveligt af bestyrtelse over saracenernes erobring af Jerusalem under sultan Saladin den 2. oktober. Han ligger gravlagt i Ferraras domkirke.